# Список умерших в 913 году

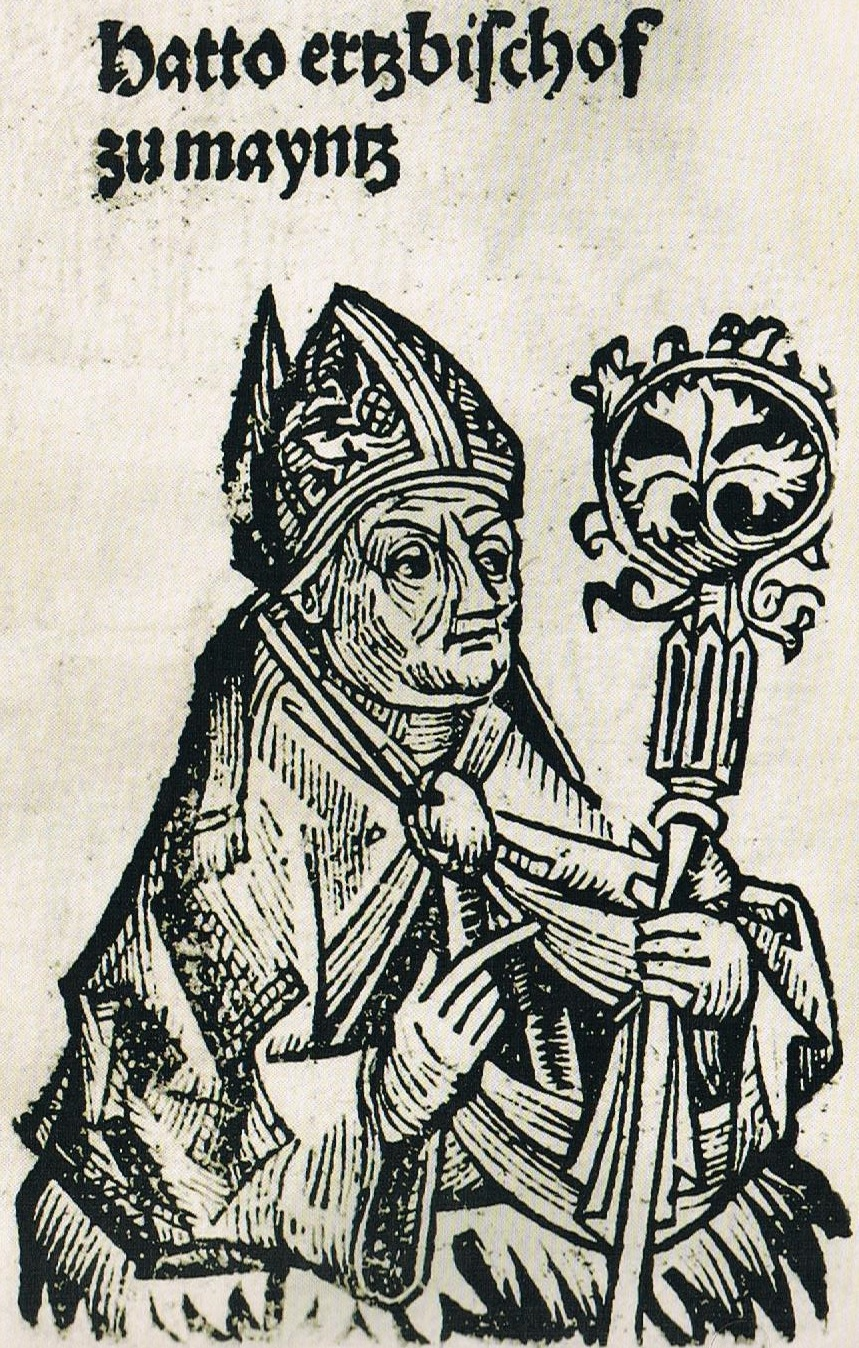
Гаттон I

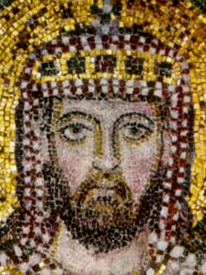
Александр

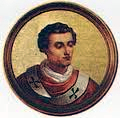
Анастасий III

В этой статье представлен список известных людей, умерших в 913 году.
См. также: Категория:Умершие в 913 году

## Март
- 27 марта
  - Ду Сяо[англ.] — чиновник династии Тан и канцлер династии Поздняя Лян, убит
  - Императрица Чжан[англ.] — императрица-консорт империи Поздняя Лян (912—913), жена Чжу Югуя; убита
  - Чжу Югуй[англ.] — император империи Поздняя Лян (912—913); убит

## Май
- 15 мая — Гаттон I — архиепископ Майнца (891—913)
- Убайдалла ибн Абдалла ибн Тахир[англ.] — губернатор Багдада

## Июнь
- 6 июня — Александр — византийский император (912—913)
- 9 июня — Константин Дука — византийский генерал; убит при попытке узурпировать трон
- Анастасий III — папа римский (911—913)

## Август
- 13 августа — Ван Юнилин[англ.] — наследный принц царства Ранняя Шу; убит
- 21 августа — Тан Даокси[англ.] — чиновник и генерал царства Ранняя Шу, погиб в бою

## Дата неизвестна или требует уточнения
- Абу Саид аль-Джаннаби — основатель карматского государства в Западной Аравии
- Гурмаелон — граф Корнуая (?—913), князь Бретани (908—913)
- Торпйд мак Тэйчхеч[англ.] — главный поэт Ирландии (896—913)
- Ли Янту[англ.] — правитель префектуры Цянь, (современный Ганьчжоу) (912—913)
- Чен Джи[англ.] — китайский генерал династии Тан и царства У Юэ
- Эадвульф II — правитель Нортумбрии (878—913)